# Hacha de petos

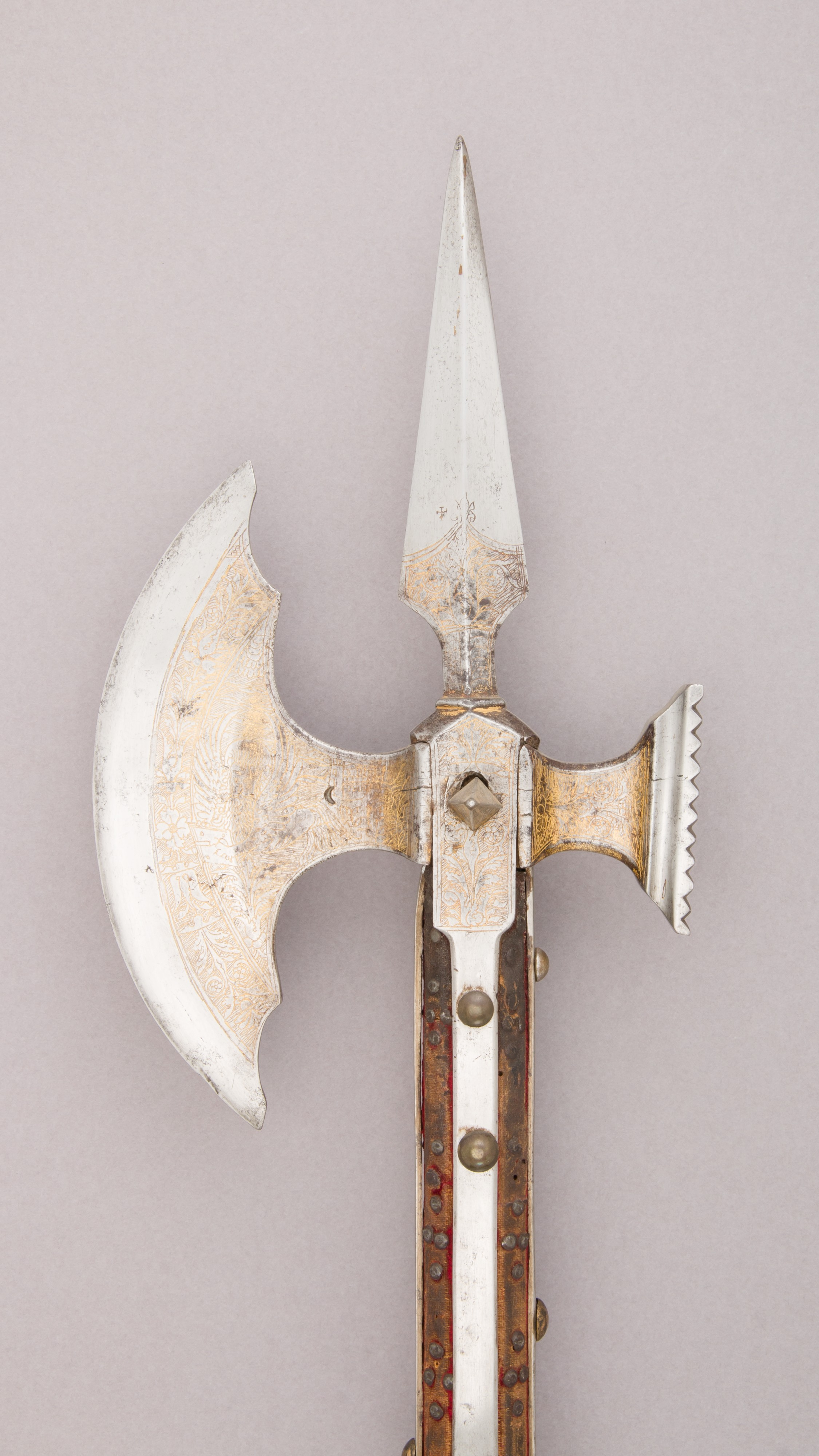
Hacha de petos.

Un hacha de petos o hacha larga de armas era un hacha larga de a dos manos, con cabeza armada de distintos petos (cuchillas, púas y mazas opuestas a la hoja, afiladas o sin afilar), normalmente modulares, cuya asta está ferrada (refuerzos metálicos sobre la vara) y que posee una especie de rodela sobre el tercer y último tercio para proteger y sujetar la mano de asir. La usaban los infantes de a pie entre los siglos XIV y XVI, sobre todo en Francia, para duelos y justas, así como esgrima. Y se dice de ella que fue un arma bastarda entre las hachas de a dos manos y las alabardas.

## Dificultades etimológicas
La voz inglesa poleaxe (hacha de asta o enastada), que es por la cual mucha gente conoce esta arma, tiene su origen en el término pollax o poll-ax (cabeza de hacha, o hacha de cabeza) y en los diccionarios ingleses correspondía a una herramienta usada en mataderos de ganado. Más tarde, cuando su uso se hizo militar, derivó en pole-axe. Dicen ciertos autores que esta variación en su nombre se produjo en la época Victoriana por diletantes románticos del Medioevo.
En francés, a esta arma se le hace referencia simplemente como hache (hacha) o hache d'armes (hacha de armas), aunque normalmente este término se empleaba para hachas de guerra totalmente metálicas. Parece ser que en Francia tuvo mucha popularidad, por lo que, o bien no tenía término propio porque la catalogaban dentro de una familia de hacha o martillo de armas, o de un arma enastada, o bien porque esta arma era “muy de esgrima y duelos” -no militar-, y simplemente se la llamó “el hacha” para esos menesteres.
En español no es fácil encontrar variantes etimológicas de las hachas, tan sólo para algunas como: destral, “doble” (bipennis), de "petos", de “armas”, “larga” y poco más. Por lo que tomando fuentes del antiguo castellano del siglo XV he escogido "de petos", porque hace referencia a la complejidad de sus cabezas armadas, para referirse a la pollaxe, en lugar de otros términos más genéricos o que ya son empleados comúnmente.

## Orígenes e historia del hacha de petos
Su origen se encuentra en los torneos medievales. Este tipo de arma enastada, más que un hacha era un compendio de púas, martillos y picos armados en una cabeza de armas. Aunque su voz inglesa proviene de una herramienta de sacrificar ganado -por lo cual no sería más que una especie de pico con una hoja cual "hacha-machete"-, su versión militar, popularizada en el siglo XIV, parece que fue un arma de asta especializada empleada solo por caballeros. El por qué lo podemos deducir de varias fuentes: La primera, es el hecho de ser un arma que se fabricaba por "módulos", es decir, la hoja de hacha, o pico, principal, la cuchilla o púa del tope, y las opuestas (martillo o pico) se unían por separado al asta en su "cabeza" de armas. La segunda, porque esta arma, además de ser cara o difícil de fabricar por lo anteriormente dicho, es un arma que aparece en importantes tratados de esgrima medieval como el "Flos Duellatorum in Armis" de Fiore Dei Liberi (1410), el Fechtbuch de Hans Talhoffer (1443), o el mejor manual del hacha de petos, "Le Jeu de la Hache" (manual específico de esta arma, original francés del siglo XV), lo que implica que fue un arma "de aquellos que en la época aprendían esgrima, lucha, combate de "armas negras", etc. En definitiva, nobles o caballeros. No milicia.
De estos textos se extrae la conclusión de que el proceso por el cual un caballero aprendía artes marciales occidentales era el siguiente: Lucha y agarres, armas cortas o dobles, espadas de armas, combate armado (con armadura), armas de asta y montantes, armas de monta, y muchas veces como técnica más especializada, hachas de petos y montantes.
Al ser un arma de "manuales de esgrima para caballeros" -no suelen aparecer en obras de arte tan profusamente como las demás armas de guerra del Medioevo, sólo se puede deducir que el uso, y cénit, de esta arma fue en los siglos XV y XVI, fechas en las que fue el apogeo del arnés de armas (armadura completa de placas metálicas). Aunque el gran profesor y arqueólogo de las armas blancas, R. Ewart Oakeshott, hace referencias a documentos de las cruzadas del siglo XII (recordemos que muchos de los caballeros que partieron a Tierra Santa eran franceses, y la susodicha arma era muy popular en esos lares) en los cuales ya aparece.
Su ocaso parece estar ligado al fin de la época de las "caballerías", de justas, torneos y duelos, y a la desaparición de los arneses de punta en blanco como la inmensa mayoría de armas especializadas de la Baja Edad Media. Pues en el Renacimiento los ejércitos comenzaron a emplear tanto armas de fuego como grandes unidades de armas largas enastadas, terminando así la época de los duelos singulares y rescates de guerra.